# Werner Zurbriggen
Werner Zurbriggen (* 6. Oktober 1931 in Saas-Fee; † 8. Dezember 1980 in Saas Fee) war ein Schweizer Kunstmaler und Grafiker, der vor allem für seine Wandgemälde und Glasmalereien bekannt ist.

## Leben
Werner Zurbriggen wurde in Saas Fee geboren, wo er nach einer Malerlehre und dem Studium an den Kunstgewerbeschulen in Zürich, Basel und Mailand weiterhin lebte. Er war verheiratet mit Justine Julen.
Neben seinen zeichnerischen Werken hat er im Saaser Tal und auch in andern Gemeinden des Kantons Wallis an zahlreichen Gebäuden monumentale Kunstwerke geschaffen. Bekannte Werke sind die Wandbilder für die Kirche Saas-Balen, Mosaiken für die Kirche von Saas Fee und für die Pfarrei Gondo in der Gemeinde Zwischbergen sowie Glasmalereien in Riddes (1972) und in Salgesch. In seinen Arbeiten verband er unter dem Einfluss der Klassischen Moderne figurative Elemente, so besonders oft das Abbild einer Walliser Trachtenfrau, mit abstrakten Formen bis hin zu Werken, die vorwiegend geometrische Motive zeigen.
Zu Werner Zurbriggens Künstlerfreunden zählten Anton Mutter und Alfred Grünwald.